# Hans Johansen Lindenov (rigsråd)
 Der er flere personer med dette navn, se Hans Johansen Lindenov.
Hans Johansen Lindenov til Gavnø (født 17. oktober 1573, død 28. august 1642), dansk rigsråd.
Han var søn af Hans Johansen Lindenov og Margrethe Ottesdatter Rosenkrantz.
Fra 1591 foretog han en udlandsrejse, studerede i Strassburg, Heidelberg og Padua, gik videre til Syditalien og tilbage over Frankrig og England. Efter sin hjemkomst blev han hofjunker 1598, men fratrådte denne stilling på grund af sit ægteskab 21. oktober 1599 med Sophie Seefeldt, datter af rigsråden Jacob Seefeldt og Sophie Bille. Efter hendes død (15. februar 1601) blev han 2. juni 1605 gift med Lisbeth Sophie Rantzau (født 27. november 1587), datter af statholder Breide Rantzau og Sophie Rosenkrantz. Med hende fik han sønnen Hans, der selv senere også blev rigsråd. En datter, Helvig, blev gift med Sivert Knudsen Urne, og en anden, Sophie blev gift med Christoffer Knudsen Urne.
I 1609 fik han Dragsholm Len, byttede det året efter med Hammershus, som han beholdt til 1621, fik derpå Tranekær til 1624, så Kalundborg til 1639 og endelig samme år Hindsgavl. Den 28. januar 1627 blev han optaget i rigsrådet og blev året efter generalkommissær for forsvaret på Lolland og Falster. I 1634 blev han ridder ved den udvalgte prins Christians bryllup, men har i det hele næppe spillet nogen fremtrædende rolle. Han døde 1642, og hans enke overlevede ham til 27. marts 1652.